# The Promise (Vaya Con Dios)
The Promise è il quinto album in studio del gruppo musicale belga Vaya Con Dios, pubblicato nel 2004.

## Tracce
1. No One Can Make You Stay – 4:05 (Dani Klein, Jean-Pol Van Ham)
2. Ain't No Love In The Heart Of The City – 3:08 (Dan Walsh, Michael Price)
3. Don't Deny – 3:28 (Bertil André, Dani Klein, Gary Richmond, Jean-Pol Van Ham)
4. La Llorona (tradiz.; arrang. Bertil André, Jean-Pol Van Ham) – 4:19
5. Take Heed – 3:51 (Norman W. Grant)
6. Je l'aime je l'aime – 2:51 (Dani Klein, tradiz.)
7. The Promise – 3:19 (Bertil André, Dani Klein, Jean-Pol Van Ham)
8. Ilia (feat. Bonga; arrang. Jean-Pol Van Ham & Thierry Plas) – 4:17 (Bonga, Dani Klein; tradiz.)
9. La Vida Es Como Una Rosa – 3:03 (Bertil André, Dani Klein, Frank Llanes Brutis, Jean-Pol Van Ham)
10. Es wird schon wieder gehen – 3:34 (Bertil André, Dani Klein, Jean-Pol Van Ham, Niklaus Reiser, Suzanne Strub)
11. How We Lose (How We Win) – 3:20 (Dani Klein, Jean-Pol Van Ham, Monday Justice)
12. Je te veux (feat. Grim; testi: Henry Pacory; musica: Erik Satie) – 3:10